# Château d'Ars (Charente)
Pour les articles homonymes, voir Château d'Ars.
 (mars 2017).
Si vous disposez d'ouvrages ou d'articles de référence ou si vous connaissez des sites web de qualité traitant du thème abordé ici, merci de compléter l'article en donnant les références utiles à sa vérifiabilité et en les liant à la section « Notes et références ».
Le château d'Ars, actuellement sur la commune d'Ars en Charente près de Cognac, date du XVIIe siècle.

## Historique
La seigneurie d'Ars passa dans la famille de Bremond d'Ars à la suite du mariage de Jeanne d'Ars, dame d'Ars et de Balanzac en 1340 avec Guillaume de Bremond,. 
Lorsque les frondeurs commandés par le duc de La Rochefoucauld assiégèrent Cognac en 1651, Jean-Louis de Brémond d'Ars (1606-1652) défendit une des portes de Cognac et il fit preuve d'une valeur qui méritèrent les plus grandes éloges.
Il reçut le grade de maréchal des camps et armées du roi. il avait épousé au château d'Orlac Marie-Guillememette de Verdelin, dame d'Orlac (1606-1687).
Tandis que Jean-Louis de Brémond d'Ars défendait Cognac assiégé par les frondeurs, sa femme Guillemette enfermée dans le château en assurait la défense. C'est elle aussi qui fit creuser un canal pour assécher le marais d'Ars[réf. nécessaire].
Le château d'Ars est resté dans la famille de Brémond d'Ars jusqu'à la fin du XIXe siècle.
Il eut des hôtes célèbres qui y séjournèrent ou y passèrent. Louise de Savoie, son mari Charles duc d'Orléans, leur fils François Ier, Jean le Bon, le duc d'Anjou. La marquise de Verdelin y invita Jean-Jacques Rousseau.
Le château est acquis de la famille de Brémond d'Ars par Charles Castillon du Perron (également propriétaire du domaine du Coureau et de la villa François Ier à Cognac). Il sera revendu dans les années 1940 par sa veuve. La propriété, longtemps abandonnée, fut acquise vers 1960 par un propriétaire voisin, Raymond Thomas, qui la restaura.

## Architecture
Il ne reste aucun vestige du premier château médiéval, hormis la motte castrale.
On accède au château en franchissant les douves par un pont, et l'on trouve en face le logis principal avec une aile, bâtiment plus récent qui fait un retour en équerre. La porte et les fenêtres du logis sont ornées de sculptures, et le toit présente un oculus entouré de deux ouvertures de chaque côté.
À l'extérieur, deux des angles des bâtiments présentent une échauguette en encorbellement.

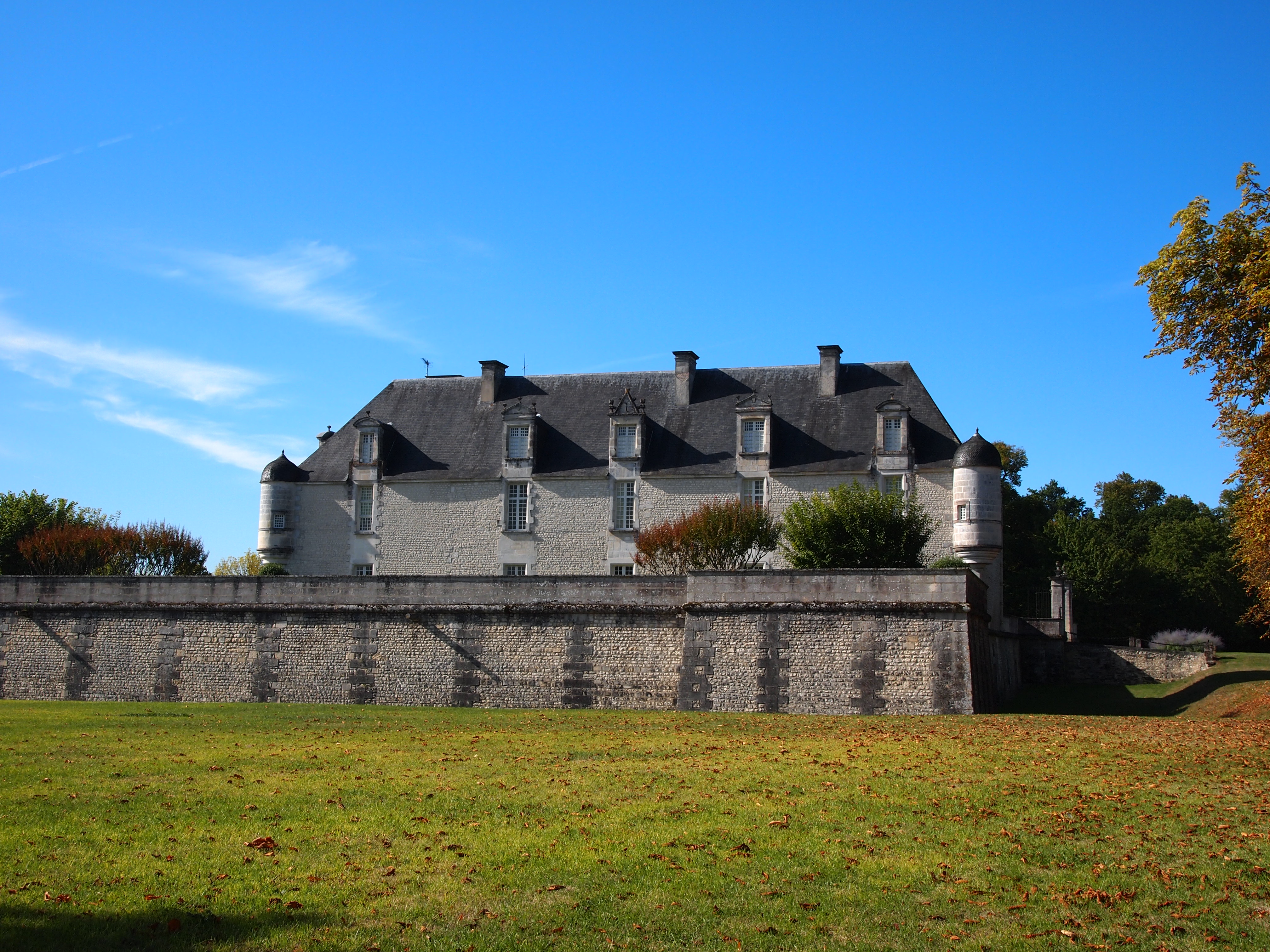
Façade avec ses deux échauguettes.

Le château d'Ars forme une masse d'aspect imposant. Son plan dessine une équerre. L'une des ailes est de construction plus moderne. Les angles sont flanqués d'échauguettes caractéristiques avec leur encorbellement bien dessiné, la moulure qui les ceinture et leur toiture arrondie en forme de dôme. Toutes les toitures sont recouvertes d'ardoises et dotées de hautes lucarnes.
Sur la cour d'honneur, la partie ancienne a une grande porte d'entrée encadrée de pilastres plats et dont l'arc plein cintre est entouré d'une moulure. Un fronton coupé, dont le sommet est arrondi, s'élève au-dessus. Le claveau central de l'arc est orné d'un visage humain.
Deux fenêtres à droite et à gauche de la porte d'entrée sont placées au-dessus d'une moulure. Au-dessus de chacune d'elles existe un motif sculpté. Les fenêtres du premier étage sont soulignées, elles aussi, par une moulure. Quatre grandes lucarnes, avec ouverture plein cintre et fronton arrondi et coupé, complètent cet ensemble qui a, en outre, au-dessus
de la porte d'entrée, un fronton plus large avec un oculus.
À l'intérieur existe un escalier droit en pierre, avec rampe en fer forgé, et aussi un outre escalier à vis en pierre.
Il subsiste plusieurs cheminées en bois sculpté, boiseries d'une grande alcôve, vestiges de boiseries diverses.
Le château possède encore une très belle charpente ancienne, dans le goût des charpentes du Moyen Âge. Les caves, cuisines et autres pièces du sous-sol sont voûtées en pierre. La terrasse est entourée par les anciennes douves.
Les parapets sont soulignés par une grosse moulure comme les parapets des remparts de Brouage[réf. nécessaire]. 
En face du château, les bâtiments à usage agricole comprennent un vieux chai à vin et à cognac. Cet imposant magasin à vivres ancien possède deux  galeries dont l'une voûtée en berceau faisant cinq mètres de large sur 85 mètres de long, en pierre et en plein cintre.